# Z 9600
Z 9600 — французский электропоезд 1980-х годов. Строился в 1984—1986 годах. Всего было построено 36 поездов. По состоянию на декабрь 2011 эксплуатируются все произведённые поезда.
Поезд принадлежит семейству Z2, в которое также входят Z 7300, Z 9500, Z 7500, и Z 11500.